# Lia Timmermans
Pour les articles homonymes, voir Timmermans.
Lia Timmermans, né le 9 aout 1920 à Lierre et morte à Ostende le 14 juin 2002, est une écrivaine belge d'expression néerlandaise.

## Biographie
Cecilia Timmermans (dite Lia) est la fille ainée de Félix Timmermans.
Elle a étudié l'histoire de l'art et l'archéologie à l'université néerlandophone KU Leuven de Louvain.
Elle épouse l'armateur Lou Aspeslagh et suit son mari en 1946 à Ostende, où elle enseigne pendant plusieurs années.
En 1949, sa première publication est un livre pour enfants Vertelselkens van ons land. 
En 1961, elle traduit en  néerlandais un conte de fée de la reine Fabiola : Los doce cuentos maravillosos, publié en espagnol en 1955, sous le titre De Twaalf Wonderlijke Sprookjes van Koningin Fabiola. Entre 1962 et 2000, Lia Timmermans accompagne la reine Fabiola dans ses déplacements et ses activités caritatives.

## Œuvres

### Œuvres en langue originale
- Vertelselkens van ons land, livre pour enfants, De Kinkhoren - Desclée De Brouwer, 1949  — avec 5 illustrations en couleurs de Félix Timmermans
- Mijn Vader (1951)  — mon père : Félix Timmermans
- Het kleine boek van Martha (1954).
- De ridder en zijn gade (1956), satire.
- Verloren zomerdag (1959), roman, Amsterdam, Van Kampen.
- Sabine Mardagas (1963), roman.
- Janneke en Mieke (1963-1967), livres pour enfants  — illustrations de Tonet (Antoinette) Meyer-Timmermans
  - Janneke en Mieke en het glazen schip (1963)
  - Janneke en Mieke en de slimme rode kraai (1963)
  - Janneke en Mieke en het wonderhert (1964)
  - Janneke en Mieke en Snuffel en Minetta (1964)
  - Janneke en Mieke en het witte aapje (1965)
  - Janneke en Mieke en het geheimzinnige blauwe duifje (1966)
  - Janneke en Mieke en leerling eekhoorn (1967)
  - Janneke en Mieke en langoor de dromer (1967)
- Widdel en Waddel (1968-1972), livres pour enfants  — illustrations de Tonet (Antoinette) Meyer-Timmermans
  - De komst van Widdel en Waddel (1968)
  - Widdel en Waddel naar Azurra (1968)
  - Widdel en Waddel in het circus (1969)
  - Widdel en Waddel naar Dragofora (1969)
  - Kerstvertellingen (1969)
  - De gouden appel (1970)
  - Het gouden visje (1970)
  - De Bremer Stadmuzikanten (1970)
  - Roodkapje (1971)
  - Widdel en Waddel vinden de daaimondmaan (1972)
  - Widdel en Waddel naar Ludenza (1972)
- De gelaarsde kat naar een sprookje van Charles Perrault, Den Haag, van Goor Zonen, 1971  — illustrations de Ruud Nelissen
- Wandelingen in Lier, De Gulden Engel, 1986  — illustrations de Tonet Timmermans